# 놀람 최소화 원칙
놀람 최소화 원칙(principle of least astonishment, principle of least surprise, POLA)은 사용자 인터페이스와 소프트웨어 설계에 적용되는 원칙이다. "필요한 기능에 크나큰 깜짝 놀래킬만한 요소가 있다면 해당 기능을 다시 설계할 필요가 있을 수 있다"는 것이 이 원칙의 일반적인 공식이다.
더 일반적으로 이야기하면 이 원칙은 시스템의 구성 요소가 대부분의 사용자들이 행동할 것으로 예측되는 방식으로 동작하는 것이 좋다는 것을 의미한다. 즉, 해당 동작이 사용자들을 놀래키지 않는 것이 좋다는 것이다.

## 공식
교과서적 공식은 다음과 같다: "사람들은 시스템의 일부이다. 설계는 사용자의 경험, 예측, 멘탈 모델과 일치하는 것이 좋다."
이 원칙은 이전에 존재하던 사용자의 지식을 지렛대삼아 학습 곡선을 최소화하는 것이 목적인데, 이를테면 사용자에게 친숙할 가능성이 있는, 기능적으로 유사한 프로그램들로부터 상당 부분을 차용한 인터페이스를 설계함으로써 이루어진다. 이러한 관점에서 사용자 예측은 특정 컴퓨팅 플랫폼이나 전통과 밀접한 관련이 있을 수 있다. 이를테면 유닉스 명령줄 프로그램들은 스위치의 관점에서 특정한 전통을 따를 것으로 예측되며, 마이크로소프트 윈도우 프로그램들의 위젯들은 단축키의 관점에서 특정한 전통을 따를 것으로 예측된다. 다른 예로, API와 같은 더 추상적인 구성에서는 함수나 메소드 이름들이 직관적으로 동작과 일치할 것으로 예측된다. 이러한 실천은 합리적인 기본값 적용을 수반하기로 한다.

## 같이 보기
- 설정보다 관습
- 룩 앤드 필
- 오컴의 면도날
- 위지위그